# Zentrales Aktiv für Arbeitsnormung
Das Zentrale Aktiv für Arbeitsnormung (ZAfA) war eine in der DDR Mitte 1959 unter der Leitung des  Komitees für Arbeit und Löhne „zur Koordinierung der Grundsatzfragen der Arbeitsnormung“ gebildete Institution, es ersetzte den Zentralausschuß für technische Normen (ZTAN), der mit Beginn des ersten Fünfjahrplanes 1950 eingeführt worden war.
Mitglieder des Aktivs waren Vertreter der staatlichen Verwaltung, der Gewerkschaften, der Kammer der Technik, wissenschaftlicher Institute, der Hochschulen und der Betriebe. Das ZAfA sollte sich auch mit der Ausbildung der Normenarbeiter in den Betrieben und bei den VVB beschäftigen.